# Jiayinosauropus
Jiayinosauropus (лат.) — ихнород травоядных орнитоподовых динозавров из верхнего мела Азии. Типовой и единственный ихновид Jiayinosauropus johnsoni назван и описан Dong и коллегами в 2003 году.

## История исследования
Голотип J F1 (=JDGP V.o1), представляющий собой естественный слепок, обнаружен в формации Yongancun, датированной сеноманом (около 99—94 млн лет назад), уезд Цзяинь, провинция Хэйлунцзян, Китай.

## Описание и классификация
Ихнотаксон основывается на неполном следе. Xing и коллеги в 2009 году и Lockley и коллеги в 2013 году предположили, что Jiayinosauropus близок к Hadrosauropodus. Эти авторы считали Jiayinosauropus валидным, однако он должен был быть пересмотрен позже. Lockley с коллегами в 2014 году отмечали, что морфология Jiayinosauropus недостаточно известна. Он был описан на основе единственного, плохо сохранившегося следа, а диагноз неполноценный. Таким образом, Dias-Martinez и коллеги считают Jiayinosauropus nomen dubium.